# Wilson Vieira
Wilson Vieira (São Paulo, Brasil, 28 de agosto de 1949) é um autor brasileiro de banda desenhada, comics, fumetti ou quadrinhos mais conhecido, pelos seus trabalhos em Itália nos anos 70.

## Biografia
No ano de 1973 foi para Itália continuar os seus estudos em História e Arqueologia, mas acabou a estudar Artes no Istituto d´Arte Lorenzo de Medici di Firenze, começando também nessa época a trabalhar como desenhista aprendiz e, mais tarde, profissional de banda desenhada no Studio Staff di If em Génova, onde desenhou episódios completos de La Furia del West, L´Uomo-Ragno, Ff Quattro, Tarzan, Diabolik, Hondo, Davy Crockett, El Tigre, Il Corsaro Nero, Jackie, Coyote e dezenas de outros personagens. Também desenhou episódios para o Piccolo Ranger, tornando-se oficialmente assim, um desenhista brasileiro a trabalhar na Sergio Bonelli Editore. Os seus trabalhos também foram publicados pelas revistas de maior tiragem do género como a Il Monello (Qui Commissario Norton) e Intrepido (Paris Jour).
Entre 1978/80, colaborou com a Editora Epierre, com trabalhos para as revistas Kiwi, Amok, Pecos Bill, Dusty e Collana Telefumetto, nesse período, também participou nas mais importantes Feiras, Salões e Exposições da Nona Arte Italiana. É citado no Dossier Staff di IF de publicação da IF Immagini e Fumetti, revista trimestral n.o 13/14 janeiro-junho de 1980 Génova.
Ainda nos anos 80, o desenhista foi o primeiro brasileiro a ilustrar profissionalmente, (Álbum: Octopus desafia o Homem-Aranha - publicado pela Editora Arnoldo Mondadori - 1981), o personagem Homem-Aranha.
No final de 1980, depois de participar do Lucca 14, onde conheceu o jornalista Wagner Augusto (editor do CLUQ- Clube dos Quadrinhos), retornou ao Brasil. No ano seguinte, em 1981, leccionou no Estúdio de Arte Iara de Marchi, como professor de desenho artístico, na mesma época, leccionou banda desenhada e desenho artístico no Studio Renovart e realizou uma série de ilustrações para a Sociedade Ornitológica Bandeirante, em São Paulo. Também neste mesmo ano, desenhou para a revista Sexy West #2 da editora Grafipar (Curitiba-PR), a história O Carrasco, com argumento de Franco de Rosa. Em 1982, o Centro de Desenvolvimento Profissional José Papa Júnior (Senac-SP), convidou-o para leccionar banda desenhada e desenho, para o Curso Básico de Publicidade. Em 1983 decidiu abandonar os desenhos e passou para os argumentos/roteiros de banda desenhada, quadrinhos, colocando então em prática um velho projecto, elaborado ainda durante a sua "fase Italiana" e iniciou a criação do personagem de sua autoria, Gringo, com desenhos de Aloísio de Castro, em conjunto com uma animação do personagem feita e produzida por Clóvis Vieira. Em 1985, colaborou com a Editora D-Arte (São Paulo-SP) do Mecenas da banda desenhada brasileira, o artista Rodolfo Zalla, na revista Calafrio #26, com o argumento da história Censurado, desenhos de Aloísio de Castro e apresentado ao leitor brasileiro com uma biografia escrita por Wagner Augusto. Leccionou também banda desenhada na Academia de Artes Plásticas do consagrado pintor uruguaio Pedro Alzaga.
Foi citado no Almanaque Tex de 1994, como autor desenhista Bonelliano, no opúsculo Foto de Famiglia do autor Gianni Bono. É também citado no Dictionnaire Encyclopédique des Héros et Auteurs de BD - França - volume 2 - 1999. Em 2004, edita o álbum, através do CLUQ - Clube dos Quadrinhos,  Cangaceiros - Homens de Couro #1, com capa de Mozart Couto e desenhos de Eugênio Colonnese - o primeiro projeto de banda desenhada, aprovado pela Lei Rouanet em 1997 - uma série da saga Nordestina, sobre o cangaço. Citado por esse trabalho pelo acadêmico Denis Basílio de Oliveira da Fig-Unimesp, em sua matéria: O retrato do cangaceiro nos quadrinhos. Foi também tradutor, de vários episódios da série Italiana Ken Parker, publicada no Brasil pela Editora Tapejara. Em dezembro de 2004 também é citado pela revista de banda desenhada Italiana Mister No #355, pelo editor Sergio Bonelli, bem como o seu álbum. Em 2006, editou o álbum western Gringo - O Escolhido através da Nomad Editora Ltda., com capa de Renato Guedes e desenhos de Aloísio de Castro. Em junho de 2007 é também citado na reedição de Mister No #2 - Edições IF. É citado em dezembro de 2009 pelo Guida Bonelli - Tutte le edizioni straniere de Antonio Mondillo - Itália e, em 2009, no editorial escrito por Sergio Bonelli da nova reedição Tex #223. Os seus trabalhos são mencionados na mais actual e completa Enciclopédia Italiana sobre banda desenhada - La Guida al Fumetto Italiano de Gianni Bono e também é recordado no Museo Virtuale del Fumetto - Comic Art Visual Museum, como colaborador do Staff di If.
Actualmente desenvolve projectos para o Brasil, Portugal e Itália, publicando-os como roteirista, argumentista, juntamente com vários desenhadores, desenhistas Nacionais e Internacionais.
Em 2018, publicou o primeiro de quatro romances de Gringo pela editora brasileira Red Dragon Publisher.

## Publicações

### Staff di IF - Itália - Desenhista
- 1975 - Jackie - n.o 1 - Capa/episódio - Terrore sulle piste - Emmevi Editrice - Milano
- 1975 - Jackie - n.o 2 - Capa/episódio - Nell'Inferno di Indianapolis - Emmevi Editrice - Milano
- 1975 - Jackie - n.o 3 - Capa/episódio - L'ora della verità - Emmevi Editrice - Milano
- 1975 - Jackie - n.o 4 - Capa/episódio - La freccia azzurra - Emmevi Editrice - Milano
- 1975 - Jackie - n.o 5 - Capa/episódio - Asfalto che scotta - Emmevi Editrice - Milano
- 1975 - El Tigre - n.o 1 - Capa/episódio - Agguato a Portobelo - Emmevi Editrice - Milano
- 1975 - El Tigre - n.o 2 - Capa/ episódio - All´arembaggio - Emmevi Editrice - Milano
- 1975 - El Tigre - n.o 3 - Capa/episódio - Condannata a morte - Emmevi Editrice - Milano
- 1975 - El Tigre - n.o 4 - Capa/episódio - La trappola - Emmevi Editrice - Milano
- 1975 - El Tigre - n.o 5 - Capa/episódio - La fine del traditore - Emmevi Editrice - Milano
- 1975 - Hondo - n.o 1 - Episódio - E lo chiamarono…Hondo - Edizioni Edinational - Milano
- 1975 - Davy Crockett - n.o 1 - Episódio - L´ultimo dei mohicani - Edizioni Edinational - Milano
- 1975 - Davy Crockett - n.o 2 - Episódio - Nella tana di Aqualung - Edizioni Edinational - Milano
- 1975 - Davy Crockett - n.o 3 - Episódio - Gli uomini albero - Edizioni Edinational - Milano
- 1975 - Davy Crockett - n.o 4 - Episódio - Duello mortale - Edizioni Edinational - Milano
- 1975 - Davy Crockett - n.o 5 - Episódio - La spia - Edizioni Edinational - Milano
- 1975 - Diabolik - Anno XV - n.o 22 - Capa/episódio - Lotta per un´eredità - Astorina - Milano
- 1977 - Diabolik - Anno XVI - n.o 3 - Capa/episódio - Corsa ai gioelli - Astorina - Milano
- 1977 - La Furia del West - n.o 9 - Episódio - Una prova di coraggio - Editrice Cenisio - Milano
- 1977 - La Furia del West - n.o 27 - Episódio - L'idolo Atzeco - Editrice Cenisio - Milano
- 1977 - La Furia del West - n.o 42 - Episódio - L'appuntamento sul set - Editrice Cenisio - Milano
- 1977 - Tarzan - n.o 38 - Capa - Editrice Cenisio - Milano
- 1977 - Coyote - n.o 15 - Episódio - Morte di un killer - Geis - Milano
- 1977 - I Trasferelli Libri - Ilustração e Figuras - Kung Fu - Gillette Italy S.p.A. - Milano
- 1977 - I Trasferelli Grinta Giochi - Ilustração e Figuras - Cesare Conquista la Gallia - Gillette Italy S.p.A - Milano
- 1977 - I Trasferelli Grinta Giochi - Ilustração e Figuras - La Battaglia di Solferino - Gillette Italy S.p.A. - Milano
- 1978 - Super Eroica - Anno XIV - n.o 297 - Episódio - Il caporale Piccola Volpe - Casa Editrice Dardo/Fleetway Publications - Milano/London
- 1978 - Tarzan - n.o 40 - Capa - Editrice Cenisio - Milano
- 1979 - L´Uomo Ragno (Spider-Man) - Ilustração - Arnoldo Mondadori Editore/Marvel Comics Group - Milano
- 1980 - Il Piccolo Ranger - n.o 198 - página 68 - Episódio - La peste africana - Daim Press (SBE) - Milano
- 1980 - Il Monello - Anno XLVI - n.o 28 - Episódio - Qui Commissario Norton - Casa Editrice Universo - Milano
- 1980 - IF - Immagini e Fumetti - n.o 13/14 - Episódio - Jovem Branco - Staff di If - Genova
- 1980 - IF - Immagini e Fumetti - n.o 15/16 - página 47 - Ilustração/Divulgação - Il Piccolo Ranger - Staff di If - Genova
- 1981 - Il Piccolo Ranger - n.o 206 - Episódio - Carovane combattenti - Daim Press (SBE) - Milano
- 1981 - Il Piccolo Ranger - n.o 207 - Episódio - Tragica Magia - Daim Press (SBE) - Milano
- 1981 - L´Uomo Ragno (Spider-Man) - Capa/Ilustrações - Octopus sfida L'Uomo Ragno - Arnoldo Mondadori Editore/Marvel Comics Group, a division of Cadence Industries Corporation - libri TV - Milano
- 1981 - I Supereroi - (Coleção) - Ilustrações - Octopus sfida L'Uomo Ragno - I Fantastici Quattro - Arnoldo Mondadori Editore - libri TV - Milano
- 1984 - Il Piccolo Ranger - n.o 250 - Episódio - Terra di confine - Daim Press (SBE) - Milano
- 1984 - Il Piccolo Ranger - n.o 251 - Episódio - Terra di confine - Daim Press (SBE) - Milano

### Outras - Brasil - Roteirista
- 1981 - Revista Sexy West - n.o 2 - HQ - O Carrasco (Argumento/Roteiro/Capa/Arte-Final) de Franco de Rosa, com Desenhos de Wilson Vieira - Editora Grafipar - Brasil
- 1985 - Revista Calafrio - Ano IV n.o 26 - HQ - Censurado (Argumento/Roteiro), com Capa/Desenhos de Aloísio de Castro e Cores de Clóvis Vieira - Editora D-Arte Ltda. - Brasil
- 2004 - Álbum Cangaceiros - Homens de Couro - n.o 1 - (Argumento/Roteiro), com Desenhos de Eugênio Colonnese e Capa de Mozart Couto - CLUQ - Clube dos Quadrinhos - Brasil
- 2006 - Álbum Gringo - O Escolhido - (Argumento/Roteiro), com Desenhos de Aloísio de Castro e Capa de Renato Guedes - Nomad Editora Ltda. - Brasil
- 2006 - Dylan Dog - Buon Compleanno Dylan - Poster (Ilustração/Poster) - DylanDogofili - Associazione Mauro Emolo O.N.L.U.S. - Itália
- 2007 - Revista Prismarte - Terror - Ano 5 n.o 45 - HQ - Kwi-Uktena (Argumento/Roteiro), com Desenhos de Fred Macêdo e Capa de Zenival - PADA - Brasil
- 2007 - Revista La Gazzetta di Clerville - n.o 32 - (Ilustração/Poster) Wilson Vieira - Un brasiliano per Diabolik - Diabolik Club - Itália
- 2007 - Revista Digital Mausoleum - n.o 1 - HQ - Censurado (Argumento/Roteiro), com Desenhos de Aloísio de Castro e Capa (Studio UCMComics) - UCMcomics - Brasil
- 2008 - Revista BDJornal - n.o 23 - Banda Desenhada - Evolution (Argumento/Roteiro), com Desenhos de Fred Macêdo - Editora Pedranocharco - Portugal
- 2008 - Revista BDJornal - n.o 24 - Banda Desenhada - Kwi-Uktena (Argumento/Roteiro), com Desenhos de Fred Macêdo - Editora Pedranocharco - Portugal
- 2008 - Revista La Bouche du Monde - n.o 10 - Bande Dessinée - Les Bêtes (Argumento/Roteiro), Capa de Lourenço Mutarelli, com Desenhos de Alberto Pessoa - Association Boca Productions - Fait parti de la séletion officielle du 36éme Festival de la Bande Dessinée de Angoulême - França
- 2008 - Revista Con Hache - Año I n.o 1 - Historieta - Kwi-Uktena (Argumento/Roteiro), com Desenhos de Fred Macêdo - Con Hache Historietas Independientes - Argentina
- 2009 - Revista Digital Professor Rantolo - n.o 56 - Fumetto online - Un Uomo d'affari (Argumento/Roteiro), com Desenhos de Laura Costantino - Itália
- 2009 - Revista TexBR - n.o 1 - HQ - O Ceifeiro (Argumento/Roteiro), com Desenhos de Fred Macêdo - Portal TexBR - Brasil
- 2009 - Revista Quadrix Comics - Aventura e Ficção - n.o 1 - HQ - Evolution (Argumento/Roteiro), com Desenhos de Fred Macêdo - Kwi-Uktena (Argumento/Roteiro), com Desenhos de Fred Macêdo e Capa de Alex Magnos e Anilton Freires - Arte e Design Quadrix Comics Studio - Quadrix Comics Group - Brasil
- 2010 - Database Western Online (Início) - Luso-Brasileiro em Verbetes de A a Z - O Alfabeto do Velho Oeste (Texto) - Tex Willer Blog - Portugal
- 2010 - Revista Quadrix Comics - Aventura e Ficção - n.o 2 - HQ - Censurado (Argumento/Roteiro), com Desenhos de Aloísio de Castro e Capa de Alex Magnos e Lucas Ramos - Arte e Design Quadrix Comics Studio - Quadrix Comics Group - Brasil
- 2010 - Revista Walhalla - n.o 9 - Fumetto - Evolution (Argumento/Roteiro), com Desenhos de Fred Macêdo - Pubblicazioni ComixComunity - Itália
- 2010 - Revista BDJornal - n.o 25 - Banda Desenhada - O Ceifeiro (Argumento/Roteiro), com Desenhos de Fred Macêdo - Coulrophobia (Argumento/Roteiro), com Desenhos de Allan Goldman - Editora Pedranocharco - Portugal
- 2010 - Fanzine DylanDogofili - n.o 0 - Fumetto - O Hotel Maldito (Argumento/Roteiro), com Capa/Desenhos de Riccardo Nunziati - DylanDogofili - Itália
- 2010 - Revista Quadrix Comics - Aventura e Ficção - n.o 3 - HQ - O Ceifeiro (Argumento/Roteiro), com Desenhos de Fred Macêdo e Capa de Alex Magnos e Lucas Ramos - Arte e Design Quadrix Comics Studio - Quadrix Comics Group - Revista selecionada e indicada ao 23 Troféu HQMIX (Publicação Independente de Grupo) - Brasil
- 2010 - Revista BDJornal - n.o 26 - Banda Desenhada - Luar do Sertão (Argumento/Roteiro), com Desenhos de Angelo Roncalle - Editora Pedranocharco - Portugal
- 2010 - Revista Digital Mausoleum - n.o 1 - HQ - Censurado (argumento/Roteiro), com Desenhos de Aloísio de Castro - Capa e Cores (Studio UCMcomics) - UCMcomics - Brasil
- 2011 - Revista Quadrix Comics - Aventura e Ficção - n.o 4 - HQ - Coulrophobia (Argumento/Roteiro), com Capa (Coulrophobia) e Desenhos de Allan Goldman e Cores de Fred Marinho - Arte e Design Quadrix Comics Studio - Quadrix Comics Group - Brasil
- 2011 - Livro Sagas - Estranho Oeste - vol. 2 - Conto: The Gun, the Evil and the Death, com Capa de Fred Macêdo - Argonautas Editora - Brasil
- 2011 - Revista BDJornal - n.o 27 - Banda Desenhada - Jamaican (Argumento/Roteiro), com Desenhos de Angelo Roncalle - Editora Pedranocharco - Portugal
- 2011 - Revista Strano - HQs - A Extorsão (Argumento/Roteiro), com Capa/Desenhos de Daniel Brandão - Evolution (Argumento/Roteiro), com Desenhos de Fred Macêdo - Coulrophobia (Argumento/Roteiro), com Desenhos de Allan Goldman - Universo Onírico (Estúdio Daniel Brandão) - Brasil
- 2011 - Revista BDJornal - n.o 28 - Bandas Desenhadas - Censurado (Argumento/Roteiro), com Desenhos de Aloísio de Castro e Extorsão (Argumento/Roteiro), com Desenhos de Daniel Brandão, e capa de Julio Shimamoto  - Editora Pedranocharco - Portugal
- 2011 - Revista Walhalla - n.o 11 - Fumetto - Il Pizzo (Argumento/Roteiro), com Desenhos de Daniel Brandão - Pubblicazioni ComixComunity - Itália
- 2011 - Quadro a Quadro online - HQ - Censurado (Argumento/Roteiro), com Capa/Desenhos de Aloísio de Castro - Quadro a Quadro - Brasil
- 2012 - Revista BDJornal (Reedição) - n.o 24 - Banda Desenhada - Kwi-Uktena (Argumento/Roteiro), com Desenhos de Fred Macêdo - Editora Pedranocharco - Portugal
- 2012 - Revista Walhalla - n.o 12 - Fumetto - Vulkii (Argumento/Roteiro), com Desenhos de Getúlio Delphim - Pubblicazioni ComixComunity - Itália
- 2012 - Database Western Online (Término) - Luso-Brasileiro em Verbetes de A a Z - O Alfabeto do Velho Oeste (Texto) - Tex Willer Blog - Portugal
- 2012 - Revista La Bouche du Monde - n.o 13 - Bande Dessinée - Coulrophobia (Argumento/Roteiro), com Capa (Coulrophobia) e Desenhos de Allan Goldman e Cores de Gwen Vibancos - Association Boca Productions - Participé à la 5ème Festival International de la Bande Dessinée d'Algér - Algéria
- 2012 - Revista Digital Mausoleum - n.o 4 - HQ - Evolution (Argumento/Roteiro), com Capa (Evolution) e Desenhos de Fred Macêdo e Cores (Studio UCMComics) - UCMcomics - Brasil
- 2012 - Coleção Diabolik Gli anni della gloria (Reedição) - Volume 12 - Fumetto - Lotta per un'eredità - anno XV - n.o 22 - 1975 - Astorina, com roteiro de Angela e Luciana Giussani, (Desenhos de Wilson Vieira - Staff di IF), com Arte-Final de Franco Paludetti e Brenno Fiumali - Arnoldo Mondadori Editore/Panorama/TV Sorrisi e Canzoni - Itália
- 2012 - Coleção Diabolik Gli anni della gloria (Reedição) - Volume 15 - Fumetto - Corsa ai gioielli - anno XVI - n.o 3 - 1977 - Astorina, com roteiro de Angela e Luciana Giussani, (Desenhos de Wilson Vieira - Staff di IF), com Arte-Final de Franco Paludetti e Brenno Fiumali - Arnoldo Mondadori Editore/Panorama/TV Sorrisi e Canzoni - Itália
- 2012 - Revista Fun Magazine n.º 1 - Fumetto - Evolution (Argumento/Roteiro), com Desenhos de Fred Macêdo - Funfactory Edizioni - Italia
- 2013 - Revista Máquina Zero - Antologia Internacional de Quadrinhos - HQ - Censurado (Argumento/Roteiro) e Desenhos de Aloísio de Castro, com capa de Thony Silas - Editora Quadro a Quadro - Brasil
- 2013 - Dime Web - Quaderni Bonelliani Online a cura di Saverio Ceri e Francesco Manetti - Texto - Il buio, il grido e l'orrore a fumetti - Início de colaboração - Itália

1. ↑  «Wilson Vieira». lambiek.net. Consultado em 4 de setembro de 2010
2. ↑  «Staff di If, colaboradores». Consultado em 6 de setembro de 2010
3. ↑  Marcus Ramone (14 de maio de 2007). «Primeiro desenhista brasileiro do Homem-Aranha ganha destaque na Itália». Universo Hq. Arquivado do original em 29 de novembro de 2010
4. ↑  Wilson Vieira levará o Gringo para os livros